# Nyan Koi!
Nyan Koi! (яп. にゃんこい!) — манга, созданная Сато Фудзиварой. Она начала издаваться в качестве веб-комикса FlexComix Blood 10 августа 2007 года. Трансляция адаптированного аниме-сериала прошла в последней четверти 2009 года.

## Сюжет
Дзюмпэй Косака — ученик второго класса старшей школы с аллергией на кошек, со страшной силой презирающий их. По иронии судьбы он по уши влюбляется в кошатницу Каэдэ Мидзуно. Однажды, возвращаясь из школы, Дзюмпэй пнул ногой банку из-под консервов и случайно попал в статую кошачьего божества Дзидзо, из-за чего у неё отлетела голова, а сам Дзюмпэй оказался под влиянием проклятия: отныне он понимает кошачью речь, и должен исполнить желания ста кошек, иначе сам превратится в кота.

## Персонажи
Дзюмпэй Косака (яп. 高坂 潤平 Ко:сака Дзюнпэи) — главный герой, страдающий хронической аллергией на кошек. Живёт вместе с матерью и сестрой (которые, тем не менее, любят кошек), предпочитая, чтобы они не вмешивались в его дела. Ситуация осложняется тем, что, сломав статую кошачьего божества, Дзюмпэй обретает способность разговаривать с кошками, и в наказание должен исполнять любые их прихоти, скрывая своё проклятие от других людей, чтобы не превратиться в кота — и, соответственно, не умереть от аллергии на самого себя. Ему нравится Каэдэ Мидзуно, однако он начинает обращать внимание и на чувства других девушек вокруг себя.
Сэйю: Синтаро Асанума
Каэдэ Мидзуно (яп. 水野 楓 Мидзуно Каэдэ) — одноклассница Дзюмпэя, абсолютно не замечающая его чувства к ней (хотя по прошествии времени осознаёт чувства к нему). Достаточно умная, успешная в спорте и просто милая девушка, но при этом весьма легкомысленна и наивна. Несмотря на любовь Каэдэ к кошкам, её семья содержит четырёх собак, отчего кошки, чувствуя их запах, как правило, сторонятся её. Познакомилась с Дзюмпэем, когда упала на него с дерева, пытаясь спасти котёнка, который, к слову, позже спустился самостоятельно.
Сэйю: Юка Игути
Канако Сумиёси (яп. 住吉 加奈子 Сумиёси Канако) — одна из одноклассниц и подруга детства Дзюмпэя. В начальной школе они стали врагами в результате недоразумения, когда Канако решила, что Дзюмпэй отдаёт её подарок другой девочке, в то время как на самом деле он его только показывал. Будучи несчастной из-за разногласий с Дзюмпэем, поначалу выглядела как гангуро, но, восстановив с ним дружбу, стала одеваться по-человечески. У Канако вспыльчивый характер, она часто вступает в пререкания с Дзюмпэем. Обладает пышными формами и не стесняется выставлять это напоказ, чем часто привлекает нежелательное внимание Итиносэ. Очень энергичная девушка, часто заставляет Дзюмпэя угощать её за свой счёт. Она по-прежнему испытывает к нему чувства.
Сэйю: Рёко Сираиси
Наги Итиносэ (яп. 一ノ瀬 凪 Итиносэ Наги) — старшеклассница, а по совместительству — наследница влиятельной мафиозной семьи Якудза из Киото. Отличается мальчишескими повадками и стремится к соответствующей внешности. Известно, что первая любовь Наги отвергла её, приняв за парня. Страдает астрафобией — панической боязнью грома и молнии. После того как Дзюмпэй утешает её во время очередной паники, проникается к нему явной симпатией, и с этого момента прибегает к крайним мерам, чтобы находиться рядом с ним. Например, пытается ходить на уроки в его класс, хотя всё это уже проходила. Впрочем, это не мешает Наги периодически домогаться Сумиёси. Обладает редкой особенностью моментально пьянеть всего от пары глотков слабоалкогольного напитка.
Сэйю: Ю Кобаяси
Котонэ Кирисима (яп. 桐島 琴音 Кирисима Котонэ) — старшая сестра-близнец Акари. Дочь буддистского монаха. Вопреки своим мягким и вежливым манерам, интересуется Дзюмпэем главным образом из-за его постоянных неудач, и ведёт себя с ним нагло и навязчиво. Ревнует, когда видит Дзюмпэя с другой девушкой. Котонэ известно о чувствах Каэдэ к Дзюмпэю.
Сэйю: Харука Томацу
Акари Кирисима (яп. 桐島 朱莉 Кирисима Акари) — младшая из сестёр. Вместе со своей сестрой знает о проклятии Дзюмпэя. Сами они не подвержены его влиянию благодаря врождённой способности противостоять магии, однако данная защита работает только на себя. Типичная цундэрэ, обладает сверхъестественными способностями. Даже в детстве Акари советовали держаться в стороне от общества, что привело к её неловкости в общении с людьми. Причина заключается в её сильных духовных способностях, из-за которых девочка подсознательно избегала контакта с другими детьми. Очень хорошо относится к Котонэ и не имеет проблем в общении с Дзюмпэем (в основном вследствие ошибочного мнения, что он встречается с Котонэ). В отличие от своей сестры, осведомлена о чувствах Канако к Дзюмпэю.
Сэйю: Харука Томацу
Кэйдзо Кирисима (яп. 桐島 啓造 Кирисима Кэидзо:) — буддистский монах, служит в храме, где находится кошачье божество. Отец Котонэ и Акари, хозяин Тамы. Несмотря на духовный сан, по словам своего кота, часто посещает кабаре.
Сэйю: Дзюрота Косуги
Тидзуру Мотидзуки (яп. 望月 千鶴 Мотидзуки Тидзуру) — студентка третьего курса, подрабатывающая почтальоном, с редкостным топографическим кретинизмом. Ей ничего не стоит заблудиться во время доставки почты. Любит дразнить Дзюмпэя, хотя сам Косака кажется ей привлекательным, особенно после того, как помогает доставить письма в незнакомом районе. Со временем Дзюмпэй устраивается на неполный рабочий день в почтовом отделении, и они развозят посылки вместе.
Сэйю: Рина Сато

## Кошки
- Нямсас (яп. ニャムサス Нямусасу) — большая, толстая кошка, живущая в семье Дзюмпэя. Одна из тех, кто доставляет ему просьбы кошек, нуждающихся в его помощи. Хорошо известна в округе, большинство местных кошек считает её своей старшей сестрой. Очень благодарна Дзюмпэю за крышу над головой, с любовью заботится о нём, только в очень своеобразной форме. К примеру, заявляет о принадлежности ей гостиной, чтобы Дзюмпэй там не спал и, соответственно, не простудился.

Сэйю — Ацуко Танака
- Тама (яп. タマ) — кот, живущий в храме поклонения кошачьему божеству. Вместе с Нямсас доставляет просьбы кошек. Благодаря его болтливости все кошки в городе знают о проклятии Дзюмпэя. Редчайший трёхцветный кот (генетика такова, что один кот приходится приблизительно на 3000 кошек).

Сэйю — Дзюн Фукуяма
- Джозефин (яп. ジョセフィーヌ Дзёсэфи:ну) — кот Наги. Элегантно одевается и разговаривает на кансайском диалекте. Желает избавить хозяйку от мужских замашек, ради чего просит Дзюмпэя помочь ей ещё раз влюбиться. У него есть жена в Киото.

Сэйю — Юса Кодзи
- Нуар (яп. ノワール Нова:ру) — чёрная кошка близняшек Кирисима. Когда Кэйдзо завёл Таму, Нуар оказалась обделённой хозяйским вниманием и постоянно завидовала ему из-за редкого окраса. Эти кошки постоянно ссорятся, но всё же испытывают друг к другу нежные чувства.

Сэйю — Юкари Фукуи
- Тятора (яп. チャトラ) — толстый кот, живущий через дорогу от Дзюмпэя. Хозяин посадил его на диету, опасаясь последствий ожирения. По такому случаю он решил уйти из дома, но Дзюмпэй убедил кота вернуться.

Сэйю — Кадзуя Татэкабэ

## Список серий
| № серии | Заглавие | Трансляция       |
| ------- | --- | ---------------- |
| 01      | The Ugly Cat and the Cursed High Schooler (Страшная кошка и проклятый школьник) (ブサイクな猫と呪われし高校生) | 1 октября, 2009  |
| 02      | That Man Is a Slave? (Мальчик на побегушках?) (その男 下僕？)                                                  | 8 октября, 2009  |
| 03      | What Is Your Name? (Как тебя зовут?) (キミの名は)                                                              | 15 октября, 2009 |
| 04      | A Beautiful Person (Прекрасный человек) (美しい人)                                                             | 22 октября, 2009 |
| 05      | Times Square (Мимолётные мгновения) (四角関係の刻 （タイムズ・スクウェア）)                                    | 29 октября, 2009 |
| 06      | Milk & Bitter & Sugar & Spice (Молоко, горький шоколад, сахар и специи) (ミルク＆ビター＆シュガー＆スパイス)   | 5 ноября, 2009   |
| 07      | Wait Until Dark (Дождись меня на закате) (暗くなるまで待って)                                                  | 12 ноября, 2009  |
| 08      | The Blazing Private Lesson Runner («Воспылавший» личный тренер) (炎の個人教授ランナー)                         | 19 ноября, 2009  |
| 09      | Girls in the Water (Девочка в воде) (ガールズ・イン・ザ・ウォーター)                                           | 26 ноября, 2009  |
| 10      | A Certain Night's Events (Однажды ночью) (ある夜の出来事)                                                      | 3 декабря, 2009  |
| 11      | Friends (Друзья) (フレンズ)                                                                                    | 10 декабря, 2009 |
| 12      | Will Heaven Wait? (Ждут ли небеса?) (天国は待ってくれる？)                                                     | 17 декабря, 2009 |

## Музыка
Открывающая композиция:
- Nyanderful! (にゃんだふる！) (исполняет Юи Сакакибара).

Закрывающая композиция:
- Strawberry ~Amaku Setsunai Namida~ (Strawberry～甘く切ない涙～) (исполняет Асами Имаи).